# Championnat du Monténégro de football 2024-2025
Navigation
Saison 2023-2024 Saison 2025-2026
La saison 2024-2025 de Prva crnogorska fudbalska liga ou Meridian 1. CFL, pour des raisons de parrainage, est la 19e édition de la première division monténégrine. Les dix meilleurs clubs du pays sont regroupés au sein d'une poule unique où ils affrontent quatre fois leurs adversaires. En fin de saison, le dernier du classement est relégué et remplacé par le meilleur club de la deuxième division monténégrine tandis que les 8e et 9e disputent des barrages de relégation contre les 2e et 3e de deuxième division.
Le FK Dečić Tuzi est le tenant du titre.

## Équipes participantes
| Équipe            | Ville        | Stade                  | Capacité |
| ----------------- | ------------ | ---------------------- | -------- |
| Arsenal           | Tivat        | Stade du Parku         | 2 000    |
| Budućnost         | Podgorica    | Stade Goricom          | 15 230   |
| Dečić             | Tuzi         | Stade Tuško Polje      | 2 000    |
| Jedinstvo         | Bijelo Polje | Stade Gradski          | 5 000    |
| Jezero            | Plav         | Stade Pod Racinom      | 2 500    |
| Mornar            | Bar          | Stade Topolica         | 2 500    |
| Petrovac          | Petrovac     | Stade Mitar Mićo Goliš | 1 630    |
| Sutjeska          | Nikšić       | Stade de Kraj Bistrice | 5 214    |
| FK Bokelj Kotor   | Kotor        | Stade pod Vrmcem       | 1 000    |
| FK Otrant-Olympic | Ulcinj       | Stade Olympic          | 1 500    |

## Compétition

### Format
Les dix équipes participant au championnat s'affrontent à quatre reprises pour un total de trente-six matchs chacune. L'équipe terminant dixième est directement reléguée en 2.CFL 2025-2026 tandis que les équipes terminant au huitième et neuvième rang jouent un match de barrage promotion-relégation contre le deuxième et troisième de deuxième division.

### Classement
Les équipes sont classées selon leur nombre de points, lesquels sont répartis comme suit : trois points pour une victoire, un point pour un match nul et zéro point pour une défaite. Pour départager les égalités, les critères suivants sont utilisés :
1. Points obtenus en confrontations directes
2. Différence de buts en confrontations directes
3. Nombre de buts marqués en confrontations directes
4. Nombre de buts marqués à l'extérieur en confrontations directes
5. Différence de buts générale
6. Nombre total de buts marqués
7. Tirage au sort.

| Rang | Équipe                    | Pts | J  | G  | N  | P  | Bp | Bc | Diff |
| ---- | ------------------------- | --- | -- | -- | -- | -- | -- | -- | ---- |
| 1    | FK Budućnost Podgorica    | 84  | 36 | 26 | 6  | 3  | 90 | 29 | +61  |
| 2    | OFK Petrovac              | 60  | 36 | 17 | 9  | 10 | 50 | 37 | +13  |
| 3    | FK Sutjeska Nikšić        | 51  | 36 | 14 | 9  | 13 | 40 | 38 | +2   |
| 4    | FK Dečić T C              | 47  | 36 | 10 | 17 | 8  | 34 | 31 | +3   |
| 5    | FK Mornar Bar             | 44  | 36 | 18 | 8  | 16 | 40 | 53 | -13  |
| 6    | FK Bokelj Kotor P         | 44  | 36 | 13 | 5  | 18 | 31 | 50 | -19  |
| 7    | FK Jedinstvo Bijelo Polje | 43  | 36 | 11 | 10 | 15 | 45 | 58 | -13  |
| 8    | FK Arsenal Tivat          | 42  | 36 | 10 | 12 | 14 | 32 | 47 | -15  |
| 9    | FK Jezero                 | 39  | 36 | 9  | 12 | 15 | 35 | 44 | -9   |
| 10   | FK Otrant-Olympic P       | 35  | 36 | 9  | 8  | 19 | 43 | 53 | -10  |

Qualifications européennes
Ligue des champions 2025-2026
- 1er : 1er tour de qualification

Ligue Conférence 2025-2026
- C et 2e : 1er tour de qualification

Relégation en 2.CFL 2025-2026
- 8e et 9e : Barrage de relégation
- 10e : Relégation en 2.CFL 2025-2026

Abréviations
- FK Dečić est qualifié pour la Ligue Conférence 2025-2026 en tant que vainqueur de la Coupe du Monténégro[2].
- OFK Petrovac n'a pas de licence UEFA, la place en Ligue Conférence est attribuée au troisième du classement[3].
- FK Budućnost Podgorica remporte son septième titre de champion du Monténégro[4].

### Barrage de promotion-relégation
À la fin de la saison, des matchs de barrage de promotion-relégation opposent le 8e de première division au 3e de deuxième division et le 9e de première division au 2e de deuxième division. En cas d'égalité à l'issue de la double confrontation, les équipes sont départagées par une séance de tirs au but (pas de prolongation). 
| Équipe                 | Aller | Total | Retour | Équipe                 |
| ---------------------- | ----- | ----- | ------ | ---------------------- |
| FK Lovćen Cetinje (D2) | 0 - 0 | 0 - 4 | 0 - 4  | FK Arsenal Tivat (D1)  |
| FK Jezero (D1)         | 1 - 0 | 2 - 0 | 1 - 0  | FK Rudar Pljevlja (D2) |

Légende des couleurs
- Le club se maintient en première division.
- Le club reste en deuxième division.

## Bilan de la saison
| Championnat du Monténégro de football 2024-2025                        |                                   |
| Champion                                                               | FK Budućnost Podgorica (7e titre) |
| Dauphin                                                                | OFK Petrovac                      |
| Coupes et trophées                                                     |                                   |
| Vainqueur de la Coupe du Monténégro 2024-2025                          | FK Dečić Tuzi                     |
| Qualifications continentales                                           |                                   |
| Ligue des champions 2025-2026                                          | FK Budućnost Podgorica            |
| Ligue Conférence 2025-2026                                             | FK Dečić Tuzi                     |
| Ligue Conférence 2025-2026                                             | FK Sutjeska Nikšić                |
| Promotions et relégations                                              |                                   |
| Promus en Championnat du Monténégro de football                        | OFK Mladost Donja Gorica          |
| Relégués en Championnat du Monténégro de football de deuxième division | FK Otrant-Olympic                 |